# جيم فلين (لاعب كرة قدم أسترالية)
جيم فلين (بالإنجليزية: Jim Flynn)‏ هو لاعب كرة قدم أسترالية أسترالي، ولد في 21 مارس 1871 في Benalla ‏ في أستراليا، وتوفي في 24 أغسطس 1955 في وانجارتا في أستراليا.

## وصلات خارجية
- جيم فلين على موقع AustralianFootball.com (الإنجليزية)
- جيم فلين على موقع AFLtables.com (الإنجليزية)